# Cyrtopogon gorodkovi
Cyrtopogon gorodkovi är en tvåvingeart som beskrevs av Pavel Lehr 1966. Cyrtopogon gorodkovi ingår i släktet Cyrtopogon och familjen rovflugor. Inga underarter finns listade i Catalogue of Life.